# 烏克蘭國土防禦部隊

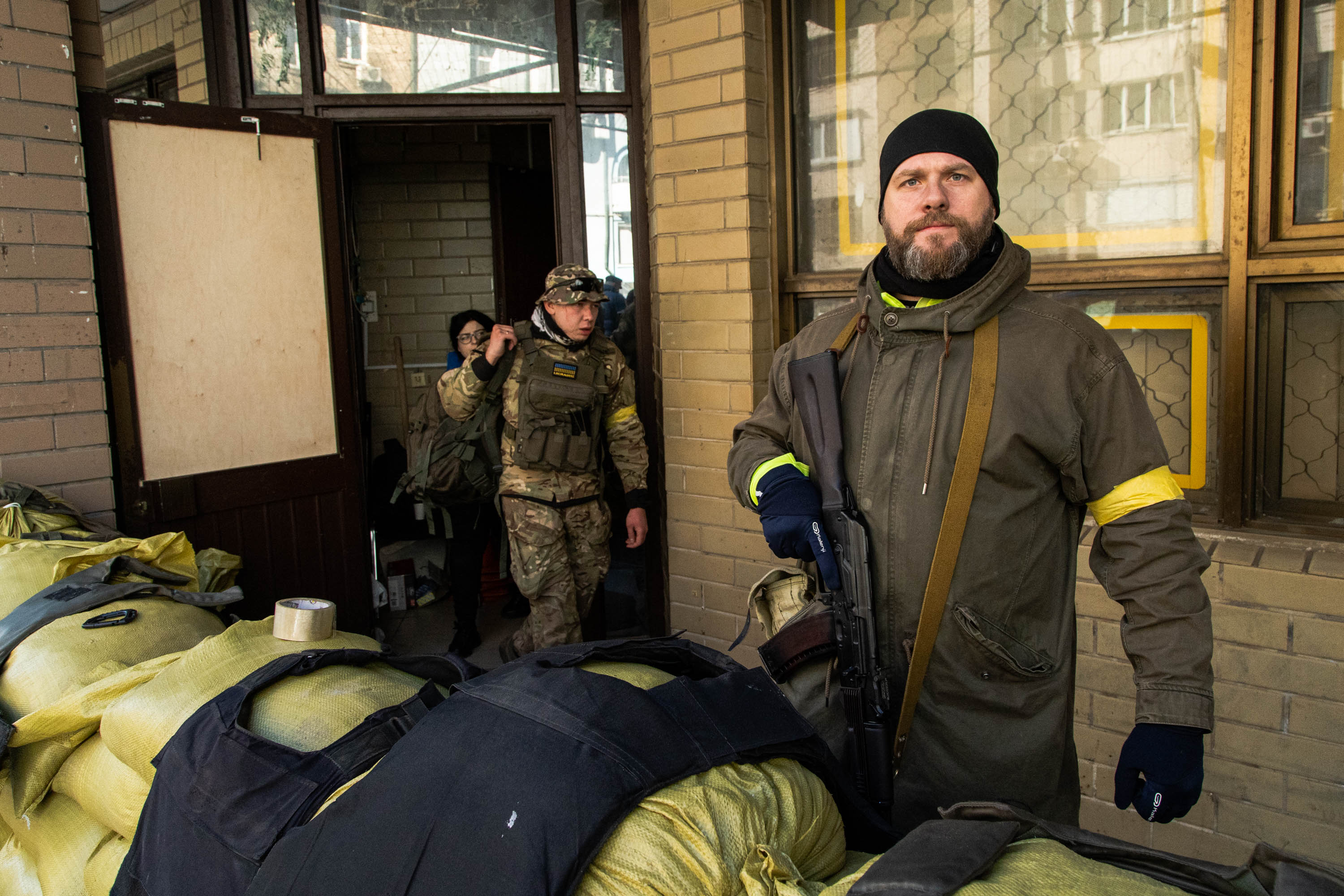
2022年基辅战役期间的乌克兰國土防御部队士兵，攝於2022年2月25日

乌克兰國土防御部队（羅馬化：Viiska terytorialnoi oborony），或譯國土防衛軍、国土保卫部队，是乌克兰武装部队中的後備軍事動員部队。
烏克蘭國土防禦部隊前身是乌克兰领土防卫营，乌克兰领土防卫营原本是顿巴斯战争期间成立的志愿民兵組織，由预备役人员组成。在战争情况下，普通志愿者也可以加入其中。烏克蘭國土防禦部隊还下轄由外国志愿者组成的乌克兰领土防卫国际战队。

## 历史
2014年底，乌克兰领土防卫营进行重组，烏克蘭國土防禦部隊隨之成立。
2021年5月25日，烏克蘭总统弗拉基米尔·泽连斯基向乌克兰最高拉达提出了一项法律草案，提议将乌克兰武装部队的人数再增加11,000名。2021年7月16 日，议会批准了该法案，2021年7月29日，泽伦斯基签署了该法案。
由于2022年俄羅斯入侵烏克蘭，一些平民加入了烏克蘭國土防禦部隊，以对抗俄罗斯入侵者。2月25日，乌克兰政府为願意駐守在基辅抵抗的居民分发了18,000支枪。
2月27日，由于许多外国志願者來到烏克蘭支援，弗拉基米尔·泽连斯基決定成立乌克兰领土防卫国际战队，这是一个隶属于烏克蘭國土防禦部隊的外国志願集团军。